# Bononské datování
Bononské datování je v historické chronologii způsob datování dnů v měsíci. Název je odvozen od latinského pojmenování italského města Bologna (Bononia). Bononské datování spočívá v rozdělení každého měsíce na stejné poloviny (15+15, 15+16, 14+14) a jejich samostatného číslování. Zatímco první polovina měsíce označovaná jako mensis intrants je shodná se současným datováním, data ve druhé polovině měsíce (mensis exiens) je třeba přepočítat, neboť jejich číslování bylo sestupné. Poslední dva dny v měsíci čísla neměly – označovaly se jako předposlední den (dies penultimus) a poslední den (dies ultimus).

## Historie
Systém tohoto datování vznikl v 8. století a rozšířil se prostřednictvím notářů, kteří studovali na zdejší univerzitě, po celé Itálii, do Dalmácie a také do zaalpské Evropy, především do Francie. V českých zemích se téměř nepoužíval, sporadicky se objevuje v Čechách v polovině 13. století. Nejstarší dochované české datování je známo z listiny krále Václava I. z 22. srpna 1254 (die decimo exeunte augusto).

## Rozdělení dnů v měsíci
| Současné datum | 31denní měsíc   | 30denní měsíc   | únor            | únor - přestupný rok |          |
| -------------- | --------------- | --------------- | --------------- | -------------------- | -------- |
| 1.             | 1.              | 1.              | 1.              | 1.                   | intrants |
| 2.             | 2.              | 2.              | 2.              | 2.                   | intrants |
| 3.             | 3.              | 3.              | 3.              | 3.                   | intrants |
| 4.             | 4.              | 4.              | 4.              | 4.                   | intrants |
| 5.             | 5.              | 5.              | 5.              | 5.                   | intrants |
| 6.             | 6.              | 6.              | 6.              | 6.                   | intrants |
| 7.             | 7.              | 7.              | 7.              | 7.                   | intrants |
| 8.             | 8.              | 8.              | 8.              | 8.                   | intrants |
| 9.             | 9.              | 9.              | 9.              | 9.                   | intrants |
| 10.            | 10.             | 10.             | 10.             | 10.                  | intrants |
| 11.            | 11.             | 11.             | 11.             | 11.                  | intrants |
| 12.            | 12.             | 12.             | 12.             | 12.                  | intrants |
| 13.            | 13.             | 13.             | 13.             | 13.                  | intrants |
| 14.            | 14.             | 14.             | 14.             | 14.                  | intrants |
| 15.            | 15.             | 15.             | 14.             | 15.                  | intrants |
| 16.            | 16.             | 15.             | 13.             | 14.                  | exiens   |
| 17.            | 15.             | 14.             | 12.             | 13.                  | exiens   |
| 18.            | 14.             | 13.             | 11.             | 12.                  | exiens   |
| 19.            | 13.             | 12.             | 10.             | 11.                  | exiens   |
| 20.            | 12.             | 11.             | 9.              | 10.                  | exiens   |
| 21.            | 11.             | 10.             | 8.              | 9.                   | exiens   |
| 22.            | 10.             | 9.              | 7.              | 8.                   | exiens   |
| 23.            | 9.              | 8.              | 6.              | 7.                   | exiens   |
| 24.            | 8.              | 7.              | 5.              | 6.                   | exiens   |
| 25.            | 7.              | 6.              | 4.              | 5.                   | exiens   |
| 26.            | 6.              | 5.              | 3.              | 4.                   | exiens   |
| 27.            | 5.              | 4.              | dies penultimus | 3.                   | exiens   |
| 28.            | 4.              | 3.              | dies ultimus    | dies penultimus      | exiens   |
| 29.            | 3.              | dies penultimus |                 | dies ultimus         | exiens   |
| 30.            | dies penultimus | dies ultimus    |                 |                      |          |
| 31.            | dies ultimus    |                 |                 |                      |          |

## Ukázka převodu
| dobová datace                      | současný tvar      |
| ---------------------------------- | ------------------ |
| MCCLVIII die XI intrante Iunio     | 11. června 1258    |
| MCCLXXXIV die VI exeunte Maio      | 26. května 1284    |
| MCCCII die penultimo Novembris     | 29. listopadu 1302 |
| MCCCXXXVII die XIV exeunte Augusto | 18. srpna 1337     |